# Birgitte Hjort Sørensen
Birgitte Hjort Sørensen (født 16. januar 1982) er en dansk skuespiller.

## Baggrund
Birgitte Hjort Sørensen blev født i Hillerød den 16. januar 1982. Begge hendes forældre er læger, og hun har to søskende.
Hun har tidligere dannet par med Christian Tafdrup.
Hun er i et forhold med tv-forfatter og producent Kristian Ladegaard Pedersen, og sammen har de 2 piger.

## Karriere
Birgitte Hjort Sørensen har haft mindre roller i bl.a. Ørnen og Kandidaten. Hun er endvidere kendt i musicalverdenen, hvor hun i 2007 havde rollen som Roxie Hart i musicalen Chicago på Det Ny Teater – en rolle hun også overtog fra den 25. februar 2008 i opsætningen af samme musical på Cambridge Theatre i London.
Blandt andet er kendt fra tv-serien Borgen (2010), hvor hun spillede tv-journalisten Katrine Fønsmark. Hun spillede hovedrollen i Bille Augusts film Marie Krøyer fra 2012.
Birgitte Hjort Sørensen var i 2017 desuden vært på DR1-underholdningsshowet Flashback. I 2018 medvirkede hun i den dansk-svenske thrillerserie Greyzone.

## Filmografi

### Film
| År   | Titel                                 | Rolle               |
| ---- | ------------------------------------- | ------------------- |
| 2008 | Kandidaten                            | Sarah               |
| 2008 | Anja og Viktor - i medgang og modgang | Regitze             |
| 2009 | Ved verdens ende                      | Beate               |
| 2010 | Sandheden om mænd                     | Landmands søns pige |
| 2011 | Magi i luften                         | Niklas' kæreste     |
| 2011 | Julie                                 | Julie               |
| 2012 | Marie Krøyer                          | Marie Krøyer        |
| 2014 | Kraftidioten                          | Marit               |
| 2014 | En du elsker                          | Julie               |
| 2014 | Autómata                              | Rachel Vaucan       |
| 2015 | Pitch Perfect 2                       | Kommisar            |
| 2015 | Sommeren '92                          | Minna Vilfort       |
| 2017 | 3 ting                                | Camilla             |
| 2023 | Underverden II                        | Helle               |

### Tv-serier
| År      | Titel                          | Rolle                       | Noter                                   |
| ------- | ------------------------------ | --------------------------- | --------------------------------------- |
| 2004-06 | Ørnen                          | Receptionisten              | afsnit 16                               |
| 2008    | Maj & Charlie                  | Sidse                       |                                         |
| 2010    | Borgen                         | Journalist Katrine Fønsmark |                                         |
| 2011    | Borgen 2                       | Journalist Katrine Fønsmark |                                         |
| 2013    | Borgen 3                       | Journalist Katrine Fønsmark |                                         |
| 2013    | Marple: The Endless Night      | Greta                       |                                         |
| 2014    | Kriminalkommissær Barnaby      |                             | afsnit 100 "The Killings of Copenhagen" |
| 2015    | Game of Thrones                | Karsi                       |                                         |
| 2016    | Vinyl                          | Ingrid                      |                                         |
| 2018    | Greyzone                       | Victoria Rahbek             |                                         |
| 2022    | Borgen - Riget, Magten og Æren | Katrine Fønsmark            |                                         |
| 2023    | Oxen                           | Kajsa Corfixen              |                                         |
| 2024    | Dark Horse                     | Eva                         |                                         |
| 2024    | Twilight of the Gods           | Hervor                      |                                         |

### Andre Tv-udsendelser
- Flashback (2017) Birgitte Hjort Sørensen